# Sansevieria nitida
Sansevieria nitida là một loài thực vật có hoa trong họ Măng tây. Loài này được Chahin. mô tả khoa học đầu tiên năm 2001.